# مسجد عمر الفاروق (أوترخت)
مسجد عمر الفاروق هو مسجد في حي Winterboeidreef بمدينة أوترخت بــهولندا